# Calendura y Calendureta
Calendura y Calendureta son dos de los personajes más entrañables y populares de Elche. Se trata de dos autómatas encargados de tocar las horas en el campanario del reloj del Ayuntamiento situado en la Torre de la Vetlla o Centinela de la antigua muralla medieval, lo cual consiguen golpeando las campanas con sendas mazas. El más grande, Miquel Calendura, golpea en las horas punta y el otro, Vicent Calendureta, los cuartos.

## Historia
Hasta el siglo XVI los habitantes de Elche solo podían conocer la hora en que vivían por el toque a mano que se hacía en las campanas de la ermita de San Jaime, hoy desaparacida. Para ello, las personas encargadas de este trabajo se guiaban por un reloj de arena. Fue en el año 1572 cuando el Consell ordenó la construcción de un reloj que se colocó en las murallas sobre la Torre de la Vetla, la más próxima a la Torre del Consell, Ayuntamiento. El 23 de enero de 1573 fueron bendecidas las campanas en la ermita de San Jaime, con los nombres de San Miguel y San Vicente Ferrer. Las dos golpeadas por mazas accionadas por el mecanismo del reloj.

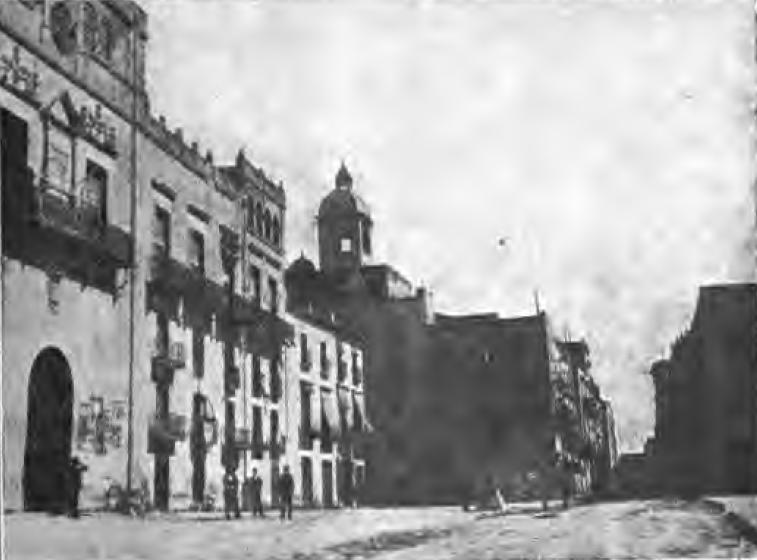
Ayuntamiento de Elche. Plaza de Baix, S,XIX

En el año 1759 se le añadieron dos autómatas que, desde aquel momento, fueron los encargados de golpear cada uno su campana. Los autómatas adquirieron el estilo de los jacquemarts franceses, en los que un personaje tallado en madera o metal daban las horas golpeando una campana con una maza.

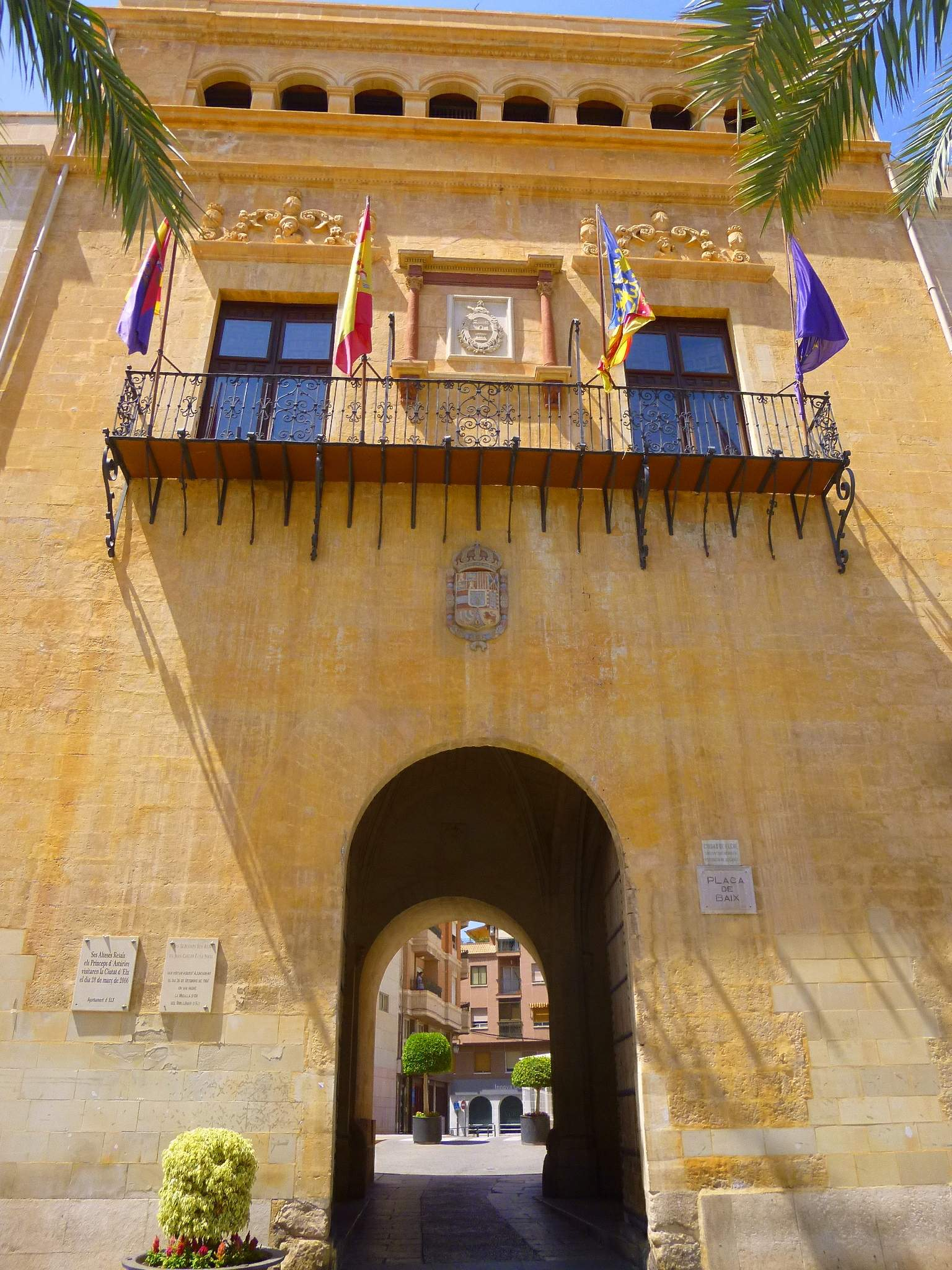
Torre del Consell 1441

Al principio, los autómatas fueron nombrados como Miquel Calendura y Vicent sin padre. El origen de sus nombres proviene del nombre de las campanas de 1572 y de la voz latina "calendas", relacionada con la medida del tiempo. Más tarde Vicentet o Vicent se le añadió el diminutivo Calendureta, terminando por ser conocidos entre los ilicitanos como Calendura, que golpea la campana grande (horas) y Calendureta, la pequeña (cuartos).
En el año 1879, el Consell intentó eliminarlos. El 21 de febrero de 1879 desmontaron el reloj y campanario para hacerlo más adecuado a la época. Un cronista local de la época decía: "después de haber servido el reloj antiguo 306 años se le ha concedido el retiro hasta nueva orden y a Miguel Calendura y Vicente sin padre, los han dejado cesantes y sin paga después de 119 años de servicios". Tras petición popular el gobierno local tuvo que volver a restaurarlos, volviendo a sonar el 1 de junio de 1880. Este hecho mostró el enorme cariño que los ilicitanos tienen por estos dos autómatas, que con el paso del tiempo han pasado a convertirse en personajes de Elche, ya que sus nombres aparecen en muchas canciones, dichos populares y personajes de colla de "Gigantes y Cabezudos". 
Pasados más de dos siglos y medio, tras arreglos y restauraciones, siguen dando las horas en Elche y pueden verse perfectamente en su campanario desde la Plaça de Baix, donde se encuentra el Ayuntamiento. El día de mayor protagonismo, como no, el 31 de diciembre cuando muchos ilicitanos e ilicitanas se dan cita en la Plaza para que Calendura anuncie el paso al nuevo año.

### Características
La Torre de la Vetlla (Vigilia) o Centinela, tradicionalmente como su nombre indica, era desde donde se avisaba de las aperturas y cierres de las puertas de la Vila Murada, alarmas de ataques o buenas nuevas. En ella es donde, se levantó en 1572 un templete a modo de cúpula sobre 4 pilares y rematado con otro con remate piramidal. Cada uno cubre una campana que, es golpeada por el reloj autómata realizado por  Alonso Gaytan en 1572, el único que queda activo en la Comunidad Valenciana y de los pocos en España.
A las 12, 18 y 00 horas suena una sintonía, amplificada por megafonía. Una pieza musical del Misteri d'Elx. - Obra Maestra Patrimonio de la Humanidad a la que le sigue Calendura con sus 12 o 6 toques.
Las figuras de 1749:
Miquel Calendura.- tallado en madera, representa la imagen de un hombre recio pintado con ropajes azul y rojo, colores de la bandera ilicitana, cubierto con sombrero y cuya vestimenta consta de jubón con gorguera. Tiene un imponente mostacho y una apariencia más bien traviesa. Con movimiento de torso hacia atrás y adelante golpea con su maza la campana dando las horas, que se repite a los 2 minutos.
Vicent Calendureta.- tallado en madera, es un hombrecito pequeño y de gesto gruñón, con sombrero a modo de casco con vestimentas de jubón color azul y amarillo. El movimiento es el mismo, aunque en la actualidad no lo hace para evitar se deteriore más y pueda perderse hasta posible restauración.
Los dos poseen en sus manos las mazas con las que golpean sus respectivas campanas.